# David Robinson (hudebník)
David Robinson (* 2. dubna 1949) je americký bubeník. Narodil se ve městě Malden v Massachusetts a docházel na střední školu ve Woburn. V letech 1970 až 1974 byl členem skupiny The Modern Lovers, s níž nahrál její album The Modern Lovers, jehož producentem byl velšský hudebník John Cale. Později působil v kapele DMZ, ze které v roce 1976 odešel k The Cars. Se skupinou hrál až do jejího rozpadu v roce 1988 a od roku 2010, kdy byla obnovena, s ní opět vystupoval. Rovněž je autorem obalů alb skupiny The Cars. Během své kariéry spolupracoval i s dalšími hudebníky, mezi něž patří například Bob Schneider, Dion DiMucci a Plastic Bertrand.